# Dongling, Fujian
Dongling (kinesiska: 东岭) är en köping i sydöstra Kina. Den ligger i Hui'an härad i staden Quanzhou i provinsen Fujian, omkring 130 kilometer söder om provinshuvudstaden Fuzhou. 